# コウヤボウキ
コウヤボウキ（高野箒、学名: Pertya scandens）はキク科コウヤボウキ属の落葉小低木。古名はタマボウキ。キク科の多くは草本であるが、本種は木本である。

## 名称
和名「コウヤボウキ」は、和歌山県の高野山で茎を束ねて箒の材料としたのでこの名がある。玉箒（たまぼうき、古くは「たまははき」）と呼ばれて古くから箒の材料とされ、正月の飾りなどにもされた。正倉院にある宝物の一つである子日目利箒（ねのひのめとぎぼうき：儀式用の玉飾りの箒）はコウヤボウキを材料としたものであることがわかっている。

## 特徴
日本の関東地方以西の本州、四国、九州に分布する。山林の日当たりのよいところ、すこし乾燥した林内によく見られる。
落葉広葉樹の小低木で、高さは 60 - 90センチメートル (cm) になる。根本からたくさんの枝を出し、集団を作り、草本のように見える。茎は灰褐色で細いが、木質化していて硬い。茎には毛が多く生えているので、触るとざらつく。葉は本年枝について互生し、幅広い卵形。前年枝の節に束生する葉は細長い。冬には葉を落とし、枝のみが目につく。
冬芽は卵形で白い毛に覆われていて目につき、葉痕はわかりづらい。側芽は枝に互生する。春には葉が展開し、夏ごろには枝先の花芽が膨らんでくる。
花期は秋（9 - 10 月）。本年枝の先端に頭状花が一輪ずつ咲く。頭状花は筒状花のみ十数個からなり、白い房状、長さ1.5 cmほどで、花弁は細長くてよじれる。
果実は痩果で冠毛がつき、風にのって散布される。冠毛の長い果実は冬でもよく残っており、風あたりの弱い場所では春まで残っている。

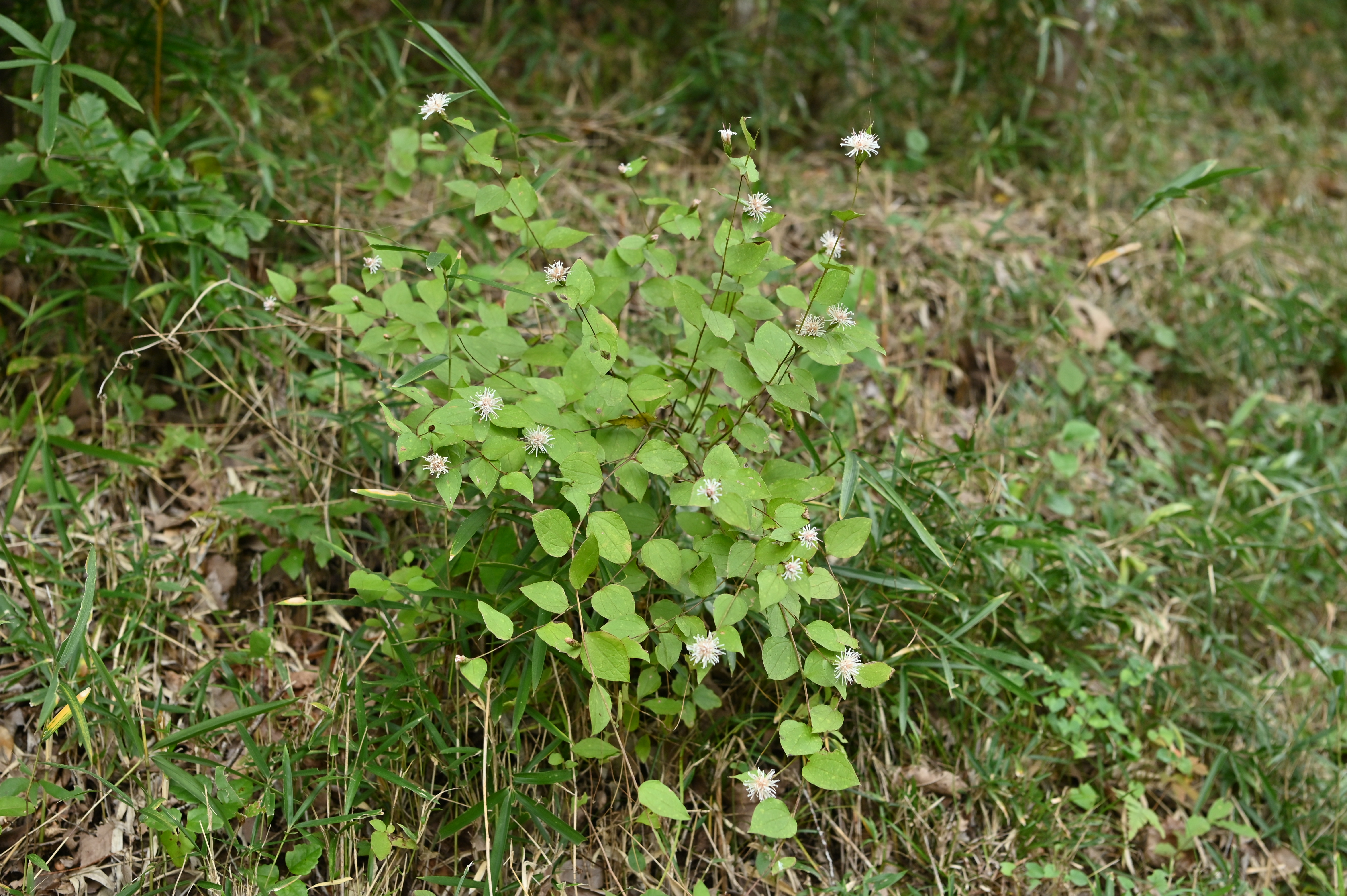
全体
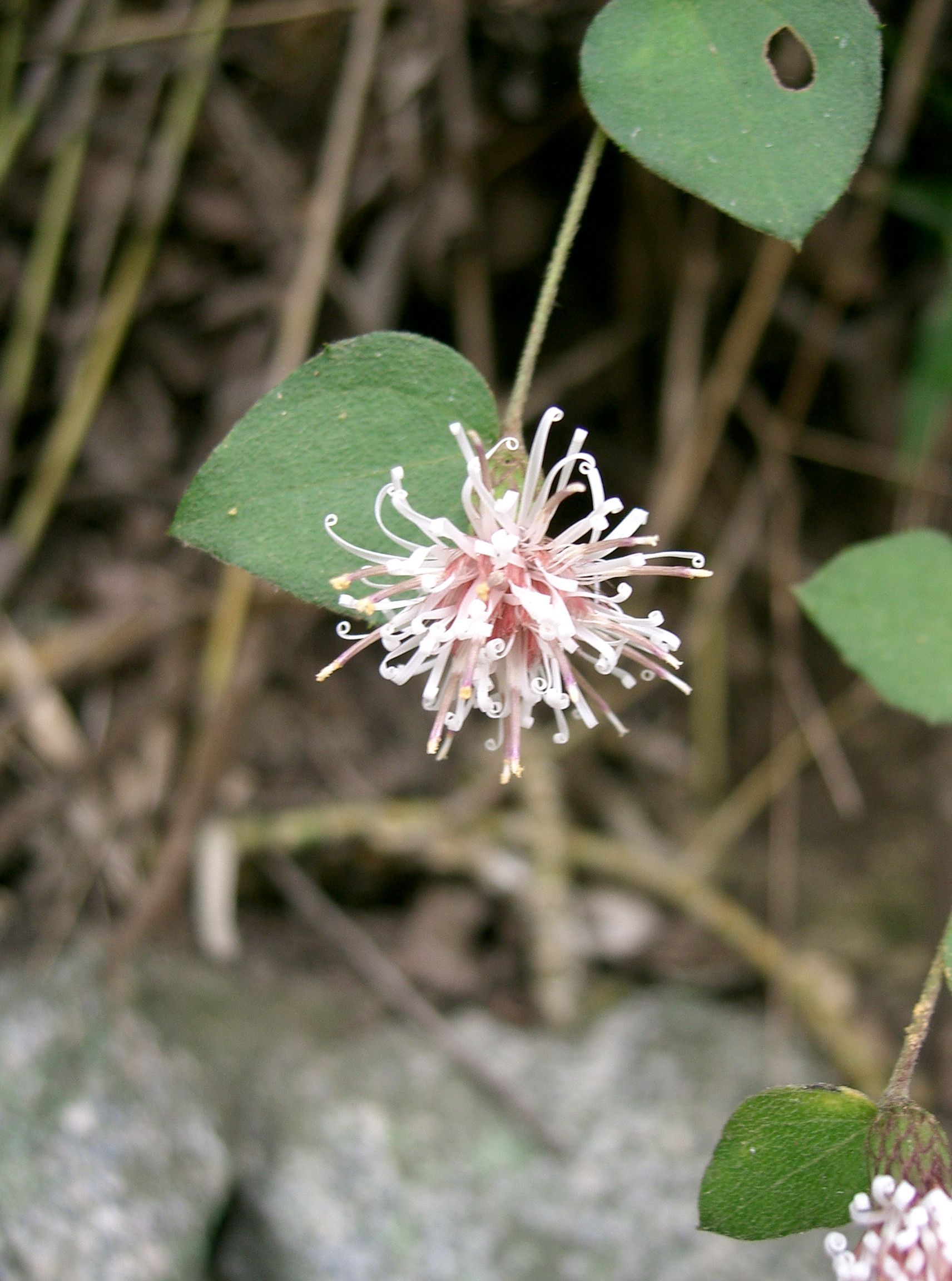
花
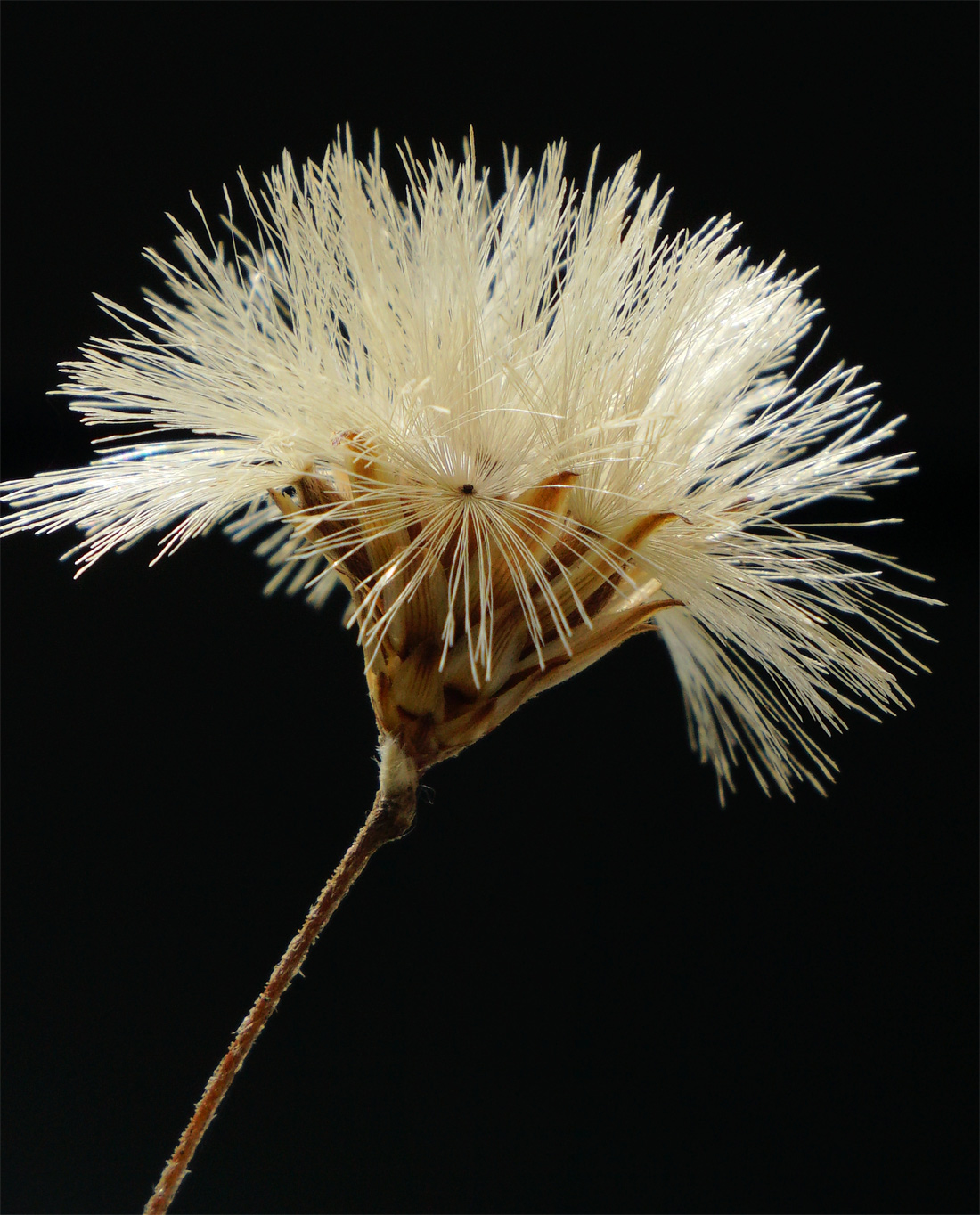
冠毛
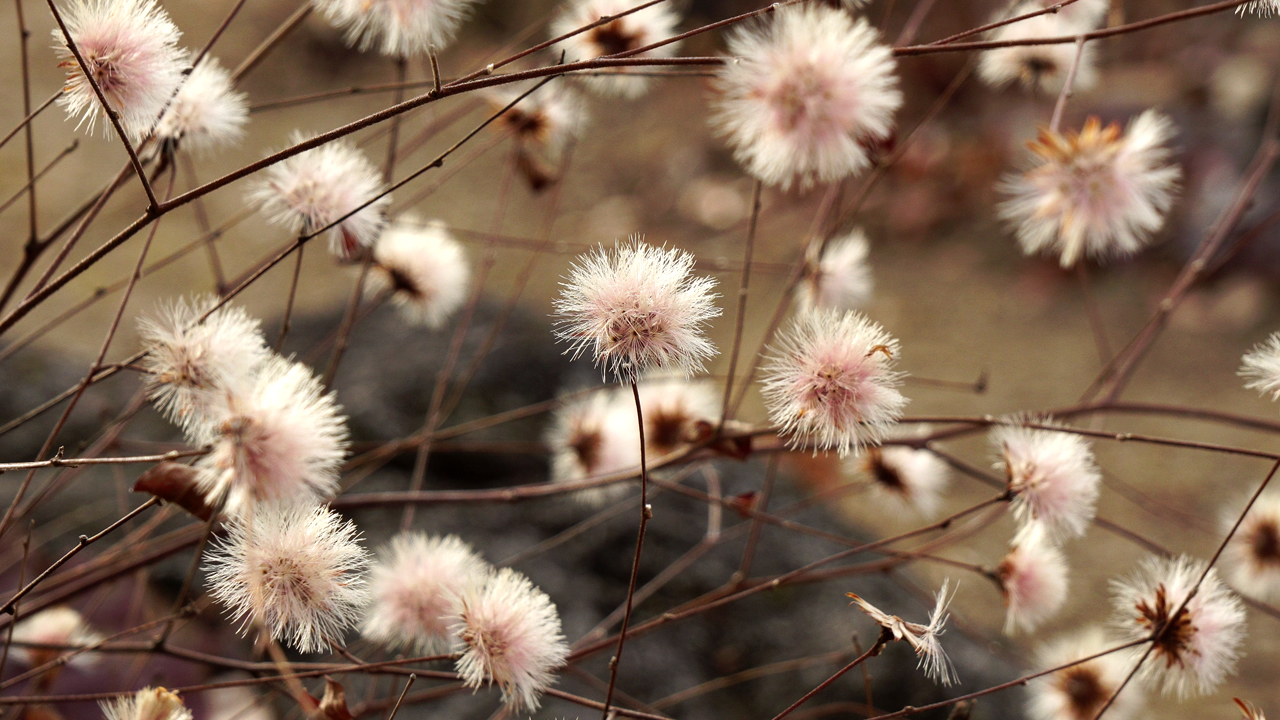
一つの冠毛は数百本からなっている

## 近縁種
- ナガバノコウヤボウキ（長葉の高野箒、学名：P. glabrescens Sch.Bip. ex Nakai）
- カシワバハグマ（柏葉白熊、学名：P. robusta (Maxim.) Makino）
- オヤリハグマ（御槍白熊、学名：P. triloba (Makino) Makino）
- クルマバハグマ（車葉白熊、学名：P. rigidula (Miq.) Makino）